# Từ thế giới thứ ba đến thế giới thứ nhất: Câu chuyện Singapore
Từ thế giới thứ ba đến thế giới thứ nhất: Câu chuyện Singapore: 1965-2000 (tiếng Anh: From Third World to First: The Singapore Story: 1965-2000) hay Bí quyết hóa rồng: Lịch sử Singapore 1965-2000 (các ấn bản sách tại Việt Nam) được viết bởi Lý Quang Diệu, thủ tướng đầu tiên của Singapore (1959-1990).
Năm 1965, nhà nước Singapore non trẻ giành được độc lập và sự tồn tại của quốc đảo nhỏ bé lúc đó rất mong manh. Từng là thuộc địa của vương quốc Anh với vai trò là cảng giao thương, nay đã trở thành quốc gia hiện đại ở châu Á , nắm trong tay hãng hàng không lớn nhất thế giới, sân bay lớn, cảng thương mại đông đúc nhất, và mức thu nhập bình quân đầu người thực tế cao thứ 4 trên thế giới.

## Nội dung
Câu chuyện về sự chuyển đổi của Singapore được kể một cách lôi cuốn, và cũng gây tranh cãi của cha đẻ của Singapore Lý Quang Diệu. Đất nước Singapore sinh ra từ di sản của sự tan rã chế độ thực dân, sau sự tàn phá của Chiến tranh thế giới thứ 2, tình trạng đói nghèo phổ biến, sự rối loạn sau sự rút lui của lực lượng nước ngoài. Singapore hiện đang được ca ngợi là một thành phố của tương lai. Hiện tượng lịch sử phi thường này được kể bởi 1 người không chỉ sống qua tất cả các giai đoạn khó khăn đó mà còn dám đương đầu với những khó khăn và quyết tâm tạo nên những thay đổi.
Cuốn sách được viết dựa trên những ghi chú tỉ mỉ của ông, cũng như các giấy tờ của chính phủ chưa được công bố và những hồ sơ chính thức của chính phủ trước đây. Ông nêu ra những nỗ lực phi thường để duy trì sự tồn tại của đảo quốc nhỏ bé ở Đông Nam Á tại thời điểm đó.
Ông giải thích cách ông và các thành viên chính phủ của ông dập tắt mối đe dọa của chủ nghĩa cộng sản tới an ninh của nhà nước non trẻ này, và bắt đầu quá trình gian khổ xây dựng đất nước: xây dựng hệ thống đường sá, hệ thống cơ sở hạ tầng cơ bản từ 1 vùng đất chủ yếu là đầm lầy; xây dựng lực lượng quân đội từ nguồn dân số nhỏ bé, đội quân mà tồn tại tình trạng phân biệt chủng tộc, chia rẽ ý thức hệ; loại bỏ vấn đề tham nhũng còn tồn tại từ thời thuộc địa; cung cấp hệ thống nhà ở xã hội; thành lập hãng hàng không và sân bay quốc gia.
Ông cũng viết một cách thẳng thắn về cách tiếp cận sắc bén của mình để loại bỏ đối thủ chính trị và những người có quan điểm không chính thống  về nhân quyền, dân chủ,... nhằm "luôn đúng khuôn mẫu, không chỉ về mặt chính trị".
Không có gì trong Singapore thoát khỏi con mắt thận trọng của ông: từ việc lựa chọn cây bụi cho xanh của đất nước, khôi phục lại sự thơ mộng đi vào lịch sử của khách sạn Raffles, hoặc công khai tuyên truyền thuyết phục những người đàn ông trẻ nên kết hôn phụ nữ được trải qua giáo dục như bản thân họ.
Mặc dù Singapore là nước nhỏ nhưng với tham vọng, tài năng của ông đã cho phép Singapore có chỗ đứng quan trọng trong các vấn đề thế giới. Với phong cách không thể bắt chước, ông mang các vấn đề lịch sử vào cuộc sống với những phân tích mang tính thuyết phục của một số các vấn đề chiến lược lớn nhất của thời gian gần đây.
Ông là trung gian tác động đến sự thay đổi trong mối quan hệ của Mỹ, Trung Quốc, và Đài Loan, đóng góp như là người tư vấn đáng tin cậy, đề nghị các phương án giải quyết.
Ông cũng thẳng thắn, miêu tả chân dung đôi khi khắc nghiệt với các đối thủ chính trị của ông, bao gồm cả người đàn bà thép Margaret Thatcher và Ronald Reagan, Giang Trạch Dân, và George Bush và Đặng Tiểu Bình.
Ông cũng vén bức màn che về gia đình ông, viết một cách cẩn trọng về vợ ông, và người con trai Lý Hiển Long. Ông cũng bộc lộ niềm tự hào về 3 đứa con của ông.
Trong hơn ba thập kỷ, Lý Quang Diệu đã được ca ngợi lẫn nói xấu. Nhưng cũng không thể phủ nhận ông đã tạo nên 1 ảnh hưởng chính trị không thể xem nhẹ tại vũ đài chính trị châu Á và quốc tế.